# NGC 6988
NGC 6988 (również PGC 65732) – galaktyka spiralna (S), znajdująca się w gwiazdozbiorze Delfina. Odkrył ją Albert Marth 15 sierpnia 1863 roku.